# Патрульний літак

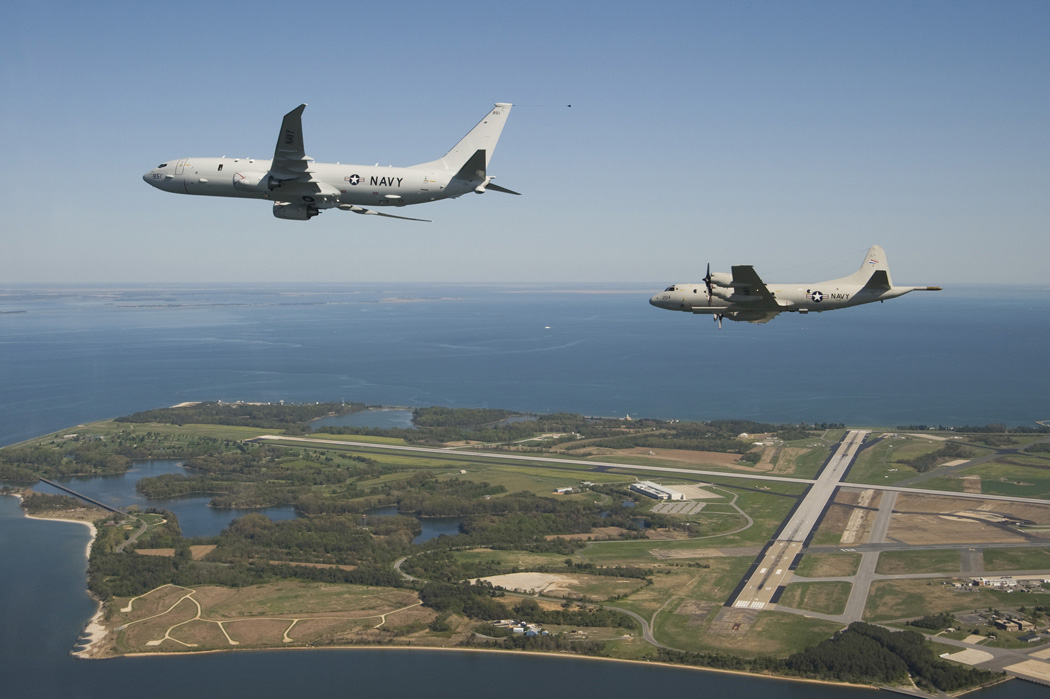
Патрульні літаки Boeing P-8 Poseidon і Lockheed P-3 Orion над авіабазою Патаксент-Рівер

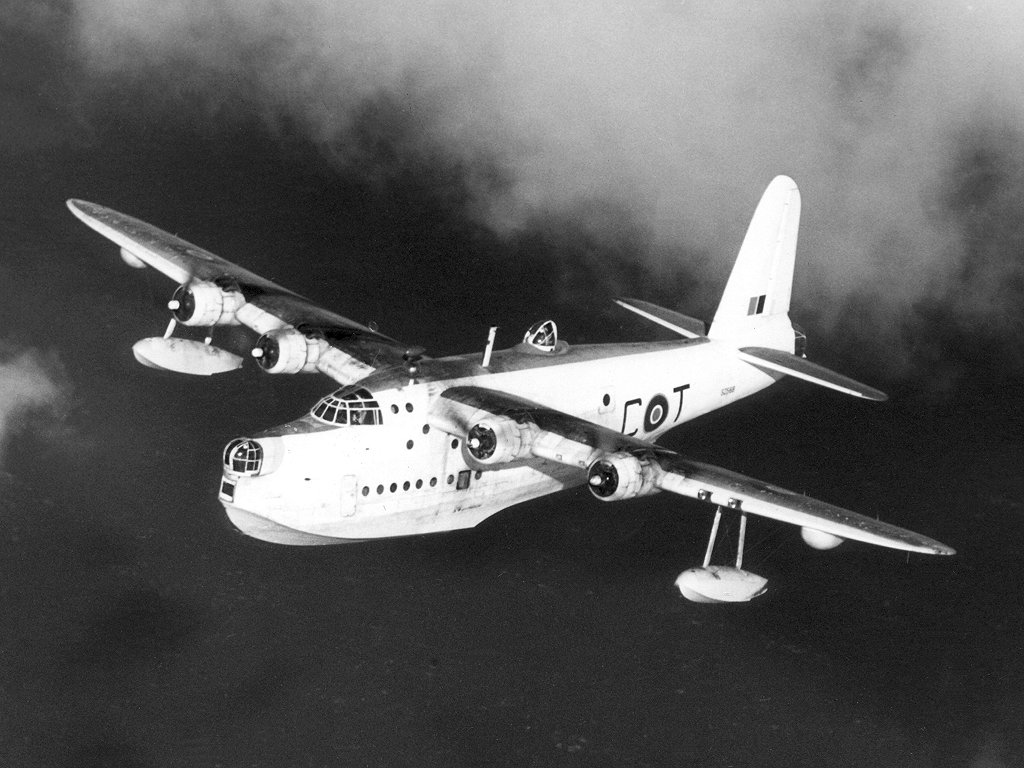
Британський чотиримоторний літаючий човен-протичовновий/патрульний літак Short Sunderland, розроблений для повітряних сил Королівського флоту Британії

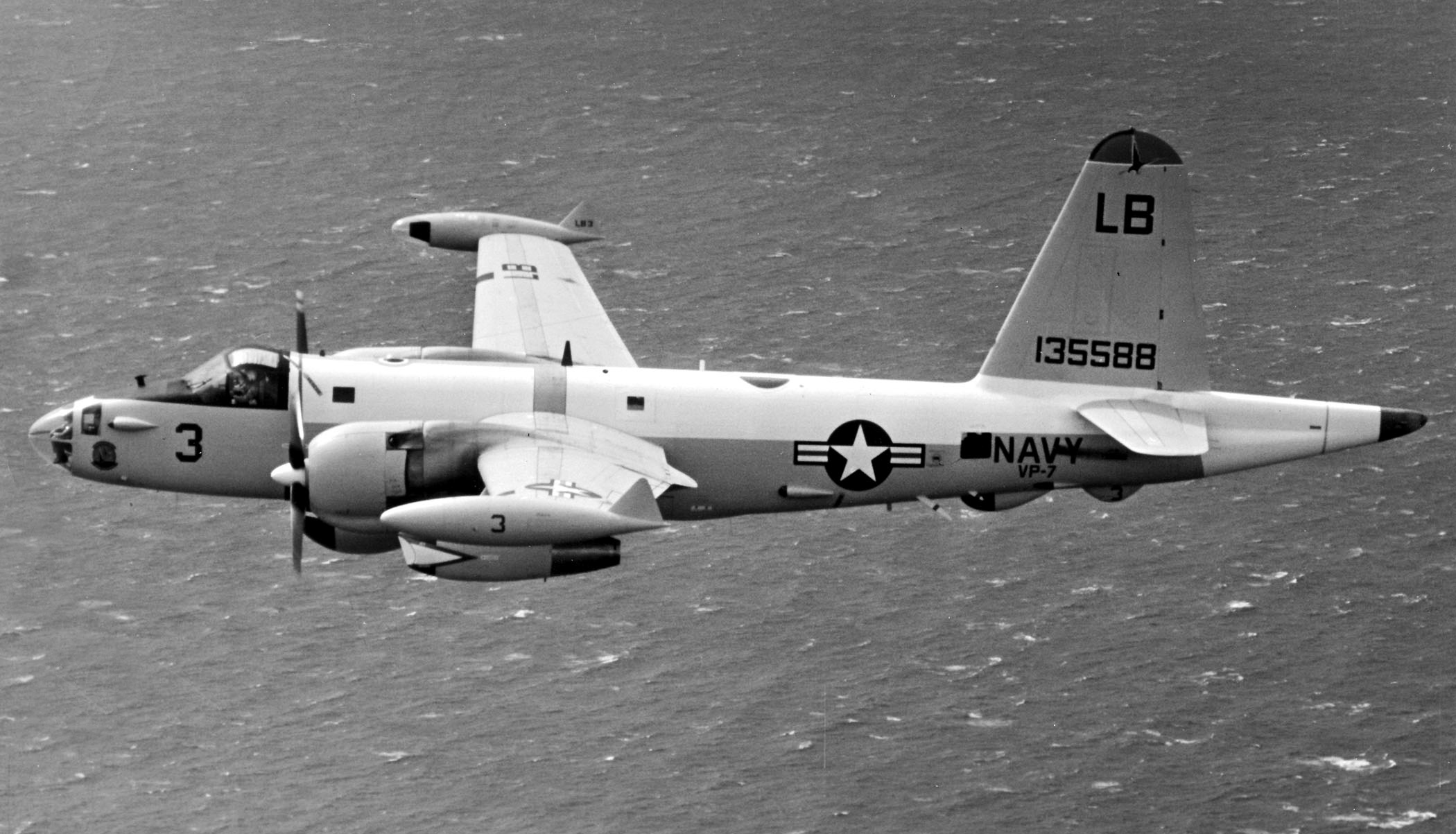
Американський патрульний літак P-2 Neptune

Патрульний літак — протичовновий літак, призначений для здійснення патрулювання на великій відстані в заданому районі морської (океанської) акваторії, проведення повітряної морської розвідки, виявлення та боротьби з підводними човнами, кораблями й катерами противника на морських (океанських) театрах воєнних дій, а також для проведення пошуково-рятувальних операцій на морі. Зазвичай оснащуються засобами виявлення підводних човнів, озброєнням для їх знищення — таким як протичовнові авіаційні бомби, протичовнові торпеди, іноді морські міни та гарматне і ракетне авіаційне озброєння.

## Відомі патрульні літаки світу
| - Avro Shackleton - Boeing P-8 Poseidon - Blohm & Voss BV 138 - Breguet Atlantic - CANT Z.506 - Consolidated PB4Y-1 Liberator - Consolidated PBY Catalina - Consolidated PB2Y Coronado | - Curtiss HS - Dornier Do 24 - Douglas B-18 Bolo/Digby - FBA Type H - Felixstowe F5L - Focke-Wulf Fw 200 «Condor» - Grumman AF Guardian - Grumman S-2 Tracker | - Junkers Ju 290 - Kawanishi H6K - Kawanishi H8K - Kyushu Q1W - Lockheed Hudson - Lockheed PV-2 Harpoon - Lockheed P-2 Neptune - Lockheed P-3 Orion | - Lohner L - Martin PBM Mariner - Martin P5M Marlin - Northrop Grumman MQ-4C Triton — патрульний літак-БПЛА - Savoia-Marchetti S.59 - Short Sunderland - Vickers Wellington - Vickers Warwick | - Бе-6 - Бе-12 |